# Digital Spy
Digital Spy er et britisk-baseret underholdnings, tv-og film-hjemmeside og -brand, og det er den største digitale ejendom på Hearst UK. Siden lanceringen i 1999, har 'DS' fokuseret på underholdningsnyheder relateret til tv-programmer, film, musik og show business til et globalt publikum. Digital Spy når nu ud til 21 millioner unikke brugere per måned, hvilket gør den til en af de 150 største websites i Storbritannien.
Så godt som breaking news, dybdegående funktioner, anmeldelser og autoritative redaktionelle leder, har sitet også et DS-forum.
Repræsentanter for flere store virksomheder og berømtheder, herunder Sky, EE og Amstrad CEO Lord Alan Sukker er registrerede medlemmer, der har postet på forummet.